# 604 Records
604 Records es la productora discográfica del cantante Chad Kroeger de la banda Nickelback y el abogado Jonathan Simkin, fundada en 2002. Sus producciones son distribuidas en Canadá por Universal Music Group. El nombre 604 se refiere a uno de los códigos de área de Lower Mainland (que incluye la ciudad de Surrey, Columbia Británica, donde se encuentran las oficinas de la compañía).
Simkin lanzó la compañía disquera Light Organ Records en 2010 para sacar música de un gran número de bandas de indie rock quien pensó que no encajaban con la imagen de 604.

## Artistas
- AJ Woodworth
- Aaron Pritchett
- Anami Vice
- Armchair Cynics
- Autumns Canon
- ByStarlight
- Carly Rae Jepsen
- Gato Thomson
- Dallas Smith
- Daniel Wesley
- Faber Drive
- Fighting For Ithaca
- Hanson
- I65
- Jakalope
- Jessica Lee
- Jessie Farrell
- Jojo Mason
- Marianas Triench
- Mate Webb
- Melissa Rae Barrie
- My Darkest Days
- Nickelback
- Nick Carter
- Oakalla
- One Bad Son
- Paige Morgan
- Rebecca Black
- Small Town Pistols
- Suzie McNeil
- The Chainsmokers
- The Katherines
- The Suits XL
- Theory of a Deadman
- Thornley
- Tommy Lee

## Lanzamientos
- ByStarlight - Antics
- Jessica Lee - Carried Away
- Daniel Wesley - Ocean Wide
- Kieran Mercer - Give It To Me (Single)
- Small Town Pistols - Small Town Pistols
- Anami Vice - Are You Serious
- One Bad Son - One Bad Son
- Carly Rae Jepsen - Call Me Maybe Remixes
- Faber Drive - can'T KeEp a sEcreT
- Suzie McNeil - Dear Love
- Melissa Rae Barrie - Breakaway
- Jackie Valentine - Building Walls & Burning Bridges
- Hanson - Shout It Out
- Fighting For Ithaca - To the Rescue
- AJ Woodworth - Wild Card
- Carly Rae Jepsen - Kiss
- Aaron Pritchett - Consider This
- Jessie Farrell - Love Letter
- Faber Paseo - Seven Second Surgery
- Theory of a Deadman - Savages
- Theory of a Deadman - The Truth Is...
- Theory of a Deadman - Gasoline
- Theory of a Deadman - Scars & Souvenirs
- Theory of a Deadman - Theory of a Deadman
- Dallas Smith - Jumped Right In
- Daniel Wesley - Driftin'
- Daniel Wesley - Outlaw
- Daniel Wesley - Sing & Dance
- Marianas Trench - Astoria
- Marianas Trench - Ever After
- Marianas Trench - Masterpiece Theatre
- Marianas Trench - Masterpiece Theatre - Directors Cut
- Marianas Trench - Fix Me
- Faber Drive - Lost in Paradise
- My Darkest Days - My Darkest Days
- My Darkest Days - Sick & Twisted Affair
- Matt Webb - Coda & Jacket
- Jakalope - Things That Go Jump in the Night
- Carly Rae Jepsen - Curiosity
- The Chainsmokers - #Selfie
- Carly Rae Jepsen - Tug of War
- Carly Rae Jepsen - Emotion